# Magnon
Magnon je kvazidelec, ki nastane kot posledica skupinskih vzbujenih stanj elektronskega spina v kristalni mreži. Podoben je fonon, ki pa je skupina vzbujenih stanj atomov ali ionov. Magnon lahko gledamo kot kvantiziran spinski val. V kristalih lahko imamo več vrst magnonov. Vsi magnoni se podrejajo Bose-Einsteinovi statistiki. Magnoni sodelujejo tudi drug z drugim in z ostalimi kvazidelci.
Prvi je predlagal uvedbo magnonov švicarski fizik Felix Bloch (1905 – 1983) v letu 1930, da bi razložil zmanjšanje spontane magnetizacije v feromagnetikih. Pri absolutni ničli doseže feromagnet najnižjo energijo pri kateri vsi atomski spini kažejo v isto smer. Pri višji temperaturi vedno več spinov kaže v različne smeri. S tem se zmanjšuje skupna magnetizacija. Nizkotemperaturno stanje, ko imamo samo nekaj spinov poljubno usmerjenih, lahko smatramo kot plin kvazidelcev, ki jih imenujemo magnoni. Vsak magnon zmanjša skupni spin v smeri magnetizacije za {\displaystyle \hbar \,}, samo magnetizacijo pa za {\displaystyle \gamma \hbar \,}, kjer je {\displaystyle \gamma \,} giromagnetno razmerje.
Magnone prištevamo med bozone.